# Linkin Park Underground 6
Linkin Park Underground 6 (abreviado como LPU 6) é o sexto CD lançado pela banda americana de rock Linkin Park para o seu fanclub oficial, o LP Underground. O EP foi lançado em dezembro de 2006.

## Gravação e escrita
O EP contém duas faixas de estúdio e quatro faixas ao vivo. A faixa de introdução, "Announcement Service Public", foi uma semente das sessões de gravação de Minutes To Midnight. "QWERTY" é apresentado duas vezes no EP; uma vez em sua forma de estúdio e a outra de sua performance ao vivo em Chiba, Japão. A música ainda estava sendo escrita enquanto a banda passava a fazer turnê; na verdade, as letras da música foram finalizadas no avião para o Japão. Em uma newsletter enviada após a turnê, Rob explicou: "A música 'QWERTY' foi finalizada em uma hora e depois foi reorganizada nos próximos três dias na sala de ensaio e no estúdio. As letras foram realmente finalizadas no vôo para o Japão".
As quatro faixas ao vivo apresentadas no álbum "QWERTY", uma versão de piano de "Pushing Me Away", "Breaking the Habit" e "Reading My Eyes" foram todos do desempenho da banda em Chiba, Japão, com exceção de "QWERTY" e "Pushing Me Away". Mike cometeu um erro lírico no primeiro verso de "QWERTY", que foi superado mais tarde. Chester cometeu um erro no primeiro coro de "Pushing Me Away", que foi corrigido com o áudio de um show anterior em Osaka, no Japão.

## Faixas
| Faixas do CD   |                               |         |  |
| N.º            | Título                        | Duração |  |
| 1.             | "Announcement Service Public" | 2:23    |  |
| 2.             | "QWERTY"                      | 3:22    |  |
| 3.             | "QWERTY" (Live)               | 3:55    |  |
| 4.             | "Pushing Me Away" (Live)      | 3:30    |  |
| 5.             | "Breaking the Habit" (Live)   | 5:21    |  |
| 6.             | "Reading My Eyes" (Live)      | 2:23    |  |
| Duração total: | Duração total:                | 21:48   |  |